# جمیروکوای
جَمیروکُوای (به انگلیسی: Jamiroquai) یک گروه آلترنتیو، اسید جَز، فانک، سول و دیسکوی انگلیسی است که در سال ۱۹۹۲ بنیان گذاشته شد. آن‌ها در سال‌های آغازین دههٔ ۹۰ میلادی و به همراه گروه‌هایی هم‌چون اینکوگنیتو، جیمز تیلر کوارتت، برند نیو هویز، گالیانو و کاردورای به رواج اسید جَز پرداختند. اولین آلبوم جَمیروکُوای با نام Emergency on Planet Earth که در سال ۱۹۹۳ منتشر شد جزو آلبوم‌های کلیدی اسید جَز به‌شمار می‌آید.
واژهٔ جمیروکوای ترکیبی از دو عبارت «جَم سیزن» و «ایروکوای» است.

## آلبوم‌ها

### استودیویی
| نام آلبوم                         | سال انتشار |
| --------------------------------- | ---------- |
| ۱. Emergency on Planet Earth      | ۱۹۹۳       |
| ۲. The Return of the Space Cowboy | ۱۹۹۴       |
| ۳. Travelling Without Moving      | ۱۹۹۶       |
| ۴. Synkronized                    | ۱۹۹۹       |
| ۵. A Funk Odyssey                 | ۲۰۰۱       |
| ۶. Dynamite                       | ۲۰۰۵       |
| ۷. High Times: Singles 1992-2006  | ۲۰۰۶       |
| ۸. Rock Dust Light Star           | ۲۰۱۰       |